# Почесні громадяни Бєльців
| Почесні громадяни Бєльців | Почесні громадяни Бєльців       | Почесні громадяни Бєльців          | Почесні громадяни Бєльців                                           | Почесні громадяни Бєльців |
| ------------------------- | ------------------------------- | ---------------------------------- | ------------------------------------------------------------------- | ------------------------- |
| №:                        | П. І. Б.                        | Дати життя                         | Звання/Діяльність                                                   | Дата присвоєння           |
| 1.                        | Покришкін Олександр Іванович    | 6 березня 1913 — 13 листопада 1985 | Маршал авіації, Тричі Герой Радянського Союзу                       | 23 лютого 1966            |
| 2.                        | Кожедуб Іван Микитович          | 8 червня 1920 — 8 серпня 1991      | Маршал авіації, Тричі Герой Радянського Союзу                       | 23 лютого 1966            |
| 3.                        | Конєв Іван Степанович           | 28 грудня 1897 — 21 травня 1973    | Маршал Радянського Союзу, Двічі Герой Радянського Союзу             | 25 березня 1969           |
| 4.                        | Латишев Володимир Олександрович | 21 липня 1921 — 28 липня 1982      | Герой Радянського Союзу                                             | 24 березня 1969           |
| 5.                        | Мухін Василь Пилипович          | 31 грудня 1917 — 17 липня 1984     | Герой Радянського Союзу                                             | 23 лютого 1966            |
| 6.                        | Замчалов Петро Іванович         | 20 вересня 1913 — 21 січня 1985    | Герой Радянського Союзу                                             | 24 березня 1969           |
| 7.                        | Шумілов Михайло Степанович      | 17 листопада 1895 — 28 червня 1975 | Герой Радянського Союзу                                             | 23 лютого 1966            |
| 8.                        | Середа Ігор Омельянович         | 25 серпня 1921 — 6 жовтня 1988     | Герой Радянського Союзу                                             | 23 лютого 1966            |
| 9.                        | Капралов Петро Андрійович       | 4 вересня 1910—1986                | Герой Радянського Союзу                                             | 25 червня 1970            |
| 10.                       | Речкалов Григорій Андрійович    | 9 лютого 1920 — 22 грудня 1990     | Генерал-майор авіації, Двічі Герой Радянського Союзу                | 23 лютого 1966            |
| 11.                       | Макеєв Борис Васильович         | 22 червня 1918 — 16 грудня 2001    | Герой Радянського Союзу                                             | 3 лютого 1972             |
| 12.                       | Шамардін Павло Зіновійович      | 14 грудня 1907 — 16 квітня 1976    | Герой Радянського Союзу                                             | 24 березня 1966           |
| 13.                       | Лесечко Михайло Авксентійович   | 3 жовтня 1909 — 21 січня 1984      | Радянський державний діяч.                                          | 15 вересня 1972           |
| 14.                       | Василенко Іван Андрійович       | 7 листопада 1918                   | Герой Радянського Союзу                                             | 3 лютого 1972             |
| 15.                       | Филипп Микола Дмитрович         | 3 березня 1926 — 15 травня 2009    | Науковець в області радіофізики.                                    | 3 квітня 2001             |
| 16.                       | Волонтир Михайло Єрмолайович    | 9 березня 1934                     | Радянський і молдавський актор театру і кіно, Народний артист СРСР. | 17 травня 2001            |
| 17.                       | Вакарчук Вадим Миколайович      | 1 жовтня 1972                      | Молдавський важкоатлет, чемпіон світу 1997 року.                    | 30 квітня 2002            |
| 18.                       | Тома Світлана Андріївна         | 24 травня 1947                     | Заслужена артистка Молдавської РСР                                  | 10 квітня 2008            |